# Caridina disparidentata
Caridina disparidentata is een garnalensoort uit de familie van de Atyidae. De wetenschappelijke naam van de soort is voor het eerst geldig gepubliceerd in 1984 door Liang, Yan & Wang.